# Macrocera klossi
Macrocera klossi är en tvåvingeart som beskrevs av Edwards 1933. Macrocera klossi ingår i släktet Macrocera och familjen platthornsmyggor. Inga underarter finns listade i Catalogue of Life.